# Olga Roubtsova
Olga Nikolaïevna Roubtsova (en russe : Ольга Николаевна Рубцова, 20 août 1909 - 13 décembre 1994) est une joueuse d'échecs soviétique.
Elle gagne trois championnats féminins d’URSS et finit seconde du tournoi pour le championnat du monde de 1950, à un point de Lioudmila Roudenko. 
Elle devient la quatrième championne du monde en gagnant le tournoi-match à trois qui l’oppose en 1956 à Roudenko et à la tenante du titre, Elisabeth Bykova, avant de céder sa couronne à Bykova lors du match revanche en 1958.
Roubtsova joue aussi par correspondance et devient la première championne du monde dans cette discipline en 1972. Elle est la seule pratiquante (hommes et femmes confondus) à avoir été championne du monde devant l’échiquier et par correspondance.
Olga Rubtsova est la mère de la Grand maître international féminine Ielena Fatalibekova.